# 春の如く〜It might as well be spring〜
『春の如く〜It might as well be spring〜』（はるのごとく イット・マイト・アズ・ウェル・ビー・スプリング）は、崎谷健次郎の通算4枚目のカバーアルバム。2015年4月5日に発売。

## 解説

### 作品構成
- 本作は、崎谷健次郎プロデュースによるカバーアルバムで、和洋の名曲に崎谷自身の曲をジャズ編曲したカバー曲5曲を収録している。2015年4月5日開催のコンサート"ART colours Live2015 vol.7 “〜春の如く〜 It might as well be spring”会場（東京・パークホテル東京）、ファンクラブ、メールマガジン会員限定盤である[2]。
- 崎谷が原曲を生かしてジャズ調に編曲している。
- 春の如く It might as well be spring

1945年、1962年公開のアメリカのミュージカル映画『ステート・フェア（State Fair）』の挿入歌。ジャズ調に編曲されることが多い。
- Smile

1936年公開のアメリカの喜劇映画『モダン・タイムス』で使用されたインストゥメンタルのテーマ曲。
- 花

1900年11月1日付で、共益商社出版から刊行された歌曲集（組歌）『四季』の第1曲。
- 荒城の月

1901年発表の旧制中学校唱歌。七五調の歌詞（今様形式）と西洋音楽のメロディが融合した楽曲。
- Close to me（JAZZ ver.)

通算3枚目のアルバム『KISS OF LIFE』収録曲のジャズ・バージョン。

### 作品制作
- 制作・発売元はIMPRESSIONである。
- CDジャケットは、画面左側を崎谷の右横顔で占め、右側に表題をアルファベットで配している。小豆色の濃淡で現わされるシンプルなものである[3]。

## 収録曲
全編曲：崎谷健次郎
1. 春の如く It might as well be spring
作詞：オスカー・ハマースタインII世 / 作曲：リチャード・ロジャース
2. Smile
作詞：ジョン・ターナー、ジェフリー・パーソンズ / 作曲：チャーリー・チャップリン
3. 花
作詞：武島羽衣 / 作曲：瀧廉太郎
4. 荒城の月
作詞：土井晩翠 / 作曲：瀧廉太郎
5. Close to me（JAZZ ver.)
作詞：有木林子 / 作曲：崎谷健次郎